# Gmina Malo Crniće
Gmina Malo Crniće (serb. Opština Malo Crniće / Општина Мало Црниће) – gmina w Serbii, w okręgu braniczewskim. W 2018 roku liczyła 9903 mieszkańców.